# Koerse Haf
Het Koerse Haf (Litouws: Kuršių marios, Russisch: Куршский залив, Duits: Kurisches Haff) is het grootste en oostelijkste van de drie grote haffen aan de Oostzeekust. Door het haf loopt de grens tussen Litouwen en Rusland (exclave Kaliningrad). Het dankt zijn naam aan de Koeren, het Baltische volk dat aan de kust van de Oostzee woonde.
Het haf wordt van de Oostzee gescheiden door de Koerse Schoorwal, waarop uitgestrekte duingebieden liggen.
Het Koerse Haf wordt grotendeels gevoed door de Memel, die er bij Rusnė via een delta in uitmondt. De doorgang naar open zee ligt in het noorden, tegenover de Litouwse havenstad Klaipėda.
De oppervlakte van het haf bedraagt 1613 km². De grootste diepte is 6,5 m.